# Papilio rutulus
Papilio rutulus — бабочка семейства парусников (Papilionidae).

## Описание
Крупная бабочка с размахом крыльев до 10 см. Передние крылья треугольные, широкие, с заостренной вершиной, их наружный край ровный. Задние крылья удлиненно-овальные, с вогнутым анальным краем. Общий фон крыльев желтый или бело-жёлтый. На передних крыльях имеется характерный черный рисунок из полных и неполных перевязей. Задние крылья с узкой полной перевязью, черным дискоидным штрихом и широкой субмаргинальной перевязью с округлыми пятнами из синих чешуек. Задние крылья имеют «хвостики». На нижней стороне задних крыльев в субмаргинальной перевязи обычно находятся размытые пятна из голубых и синих чешуек.

## Ареал
Ареал вида охватывает большую часть западной части Северной Америки, от Британской Колумбии до Северной Дакоты на севере и до Нижней Калифорнии и Нью-Мексико на юге.

## Биология
Гусеницы развиваются на различных древесных лиственных породах, таких как Platanus racemosa, Populus, Prunus, Salix, Syringa vulgaris, Fraxinus. В отличие от близкородственного вида Papilio glaucus, не питаются на Liriodendron, Malus.